# Die onverbeterlijke Bas
Die onverbeterlijke Bas is een Belgische stripreeks die begonnen is in 1969 met Jean Mariette (Mittéï of Hao) als schrijver en tekenaar.

## Albums
Alle albums zijn getekend door Jean Mariette (Mittéï of Hao) en uitgegeven door Uitgeverij Helmond en Le Lombard.
| Nummer | Titel                           | Schrijver(s)                                    |
| ------ | ------------------------------- | ----------------------------------------------- |
| 1      | Een cabriolet voor Bas          | Jean Mariette (Mittéï of Hao)                   |
| 2      | De zwarte schim van Harderhorst | Jean Mariette (Mittéï of Hao)                   |
| 3      | Eén... twee... in de maat!      | Christian Godard, Jean Mariette (Mittéï of Hao) |
| 4      | Smokkelwaar in een contrabas    | Jean Marriette (Mittéï of Hao)                  |